# Afrikaans voetbalelftal (mannen)
Het Afrikaans voetbalelftal is een team van voetballers dat Afrika vertegenwoordigt bij vriendschappelijke en gelegenheidswedstrijden. Normaliter worden de beste spelers van dat moment uitgenodigd om in het team te spelen.

## Bekende (oud-)trainers
- Jean Manga-Onguene
- Jomo Sono

## Bekende (oud-)spelers
- Celestine Babayaro
- Kalusha Bwalya
- Samuel Eto'o
- Hossam Hassan
- Nwankwo Kanu
- Samuel Kuffour
- Lomana LuaLua
- Benni McCarthy
- Abédi Pelé
- Jacques Songo'o